# Giacinto De Vecchi Pieralice
Giacinto De Vecchi Pieralice (Castel Madama, 16 dicembre 1842 – Roma, 27 ottobre 1906) è stato uno storico, archeologo e scrittore italiano.

## Biografia
Giacinto Pieralice nacque a Castel Madama da Michele Pieralice ed Eufrasia Ferrari, originaria di Oricola, in Abruzzo; ebbe almeno due sorelle, Teresa e Paolina. Dopo l'abbandono subito da parte del padre, Giacinto andò a vivere nel paese materno, dove fu adottato da uno zio, Teodosio De Vecchi, membro di una famiglia nobile; questi gli permise di prendere il suo nome e di frequentare studi classici al seminario di Subiaco. Nel 1871 si trasferì a Roma e iniziò una produzione letteraria di stampo neoclassico, entrando nell'Accademia dell'Arcadia con il nome di Lentisco Dodonio. Fu autore di un'operetta di carattere archeologico intitolata L'ombre di Ovidio tra le rovine di Carseoli; si dedicò quindi all'attività di scrittura storiografica e archeologica, venendo nominato ispettore agli scavi e ai monumenti di Carsioli, in Abruzzo. Morì a Roma nel 1906.